# Lobocleta
Lobocleta är ett släkte av fjärilar. Lobocleta ingår i familjen mätare.

## Dottertaxa tillLobocleta, i alfabetisk ordning[1]
- Lobocleta albidula
- Lobocleta atriseriata
- Lobocleta balistaria
- Lobocleta balistraria
- Lobocleta borunta
- Lobocleta carna
- Lobocleta chabora
- Lobocleta cocaria
- Lobocleta consumtata
- Lobocleta conversa
- Lobocleta costalis
- Lobocleta croceimarginata
- Lobocleta croceofimbriata
- Lobocleta cruorata
- Lobocleta cymiphora
- Lobocleta dativaria
- Lobocleta fara
- Lobocleta favillifera
- Lobocleta ferruginata
- Lobocleta figurinata
- Lobocleta flavistigma
- Lobocleta flexicosta
- Lobocleta germana
- Lobocleta gibbosa
- Lobocleta granitaria
- Lobocleta granitata
- Lobocleta griseata
- Lobocleta griseolimbata
- Lobocleta helena
- Lobocleta imbellis
- Lobocleta inanis
- Lobocleta incarnata
- Lobocleta indecora
- Lobocleta inermaria
- Lobocleta isocyma
- Lobocleta jamaicensis
- Lobocleta lacteola
- Lobocleta lacteolata
- Lobocleta lanceolata
- Lobocleta longipennata
- Lobocleta magniferaria
- Lobocleta malepicta
- Lobocleta malvina
- Lobocleta marceata
- Lobocleta maricaria
- Lobocleta martinicensis
- Lobocleta minuscula
- Lobocleta monogrammata
- Lobocleta moricaria
- Lobocleta multipunctata
- Lobocleta muscilineata
- Lobocleta mutuataria
- Lobocleta nataria
- Lobocleta nelata
- Lobocleta nymphidiata
- Lobocleta obfusaria
- Lobocleta obfustaria
- Lobocleta obliquaria
- Lobocleta obscura
- Lobocleta offendata
- Lobocleta olmia
- Lobocleta oretilia
- Lobocleta ossularia
- Lobocleta ossulata
- Lobocleta ostentaria
- Lobocleta pallida
- Lobocleta panerema
- Lobocleta pedissequa
- Lobocleta peralbata
- Lobocleta perditaria
- Lobocleta perirrorata
- Lobocleta pimacoata
- Lobocleta plemyraria
- Lobocleta porphyrinata
- Lobocleta proutaria
- Lobocleta punctofimbriata
- Lobocleta quaesitata
- Lobocleta refractaria
- Lobocleta repletaria
- Lobocleta retractaria
- Lobocleta rubridentata
- Lobocleta rufescens
- Lobocleta sencilla
- Lobocleta spoliataria
- Lobocleta subcincta
- Lobocleta sublataria
- Lobocleta substrigata
- Lobocleta tacturata
- Lobocleta taeniolata
- Lobocleta temnaria
- Lobocleta tenellata
- Lobocleta translineata
- Lobocleta triangularis
- Lobocleta trichroa
- Lobocleta tricuspida
- Lobocleta tripunctata
- Lobocleta unigravis
- Lobocleta xenosceles